# Tatakau Shisho
Tatakau Shisho (яп. 戦う司書 Татакау Сисё, «Боевые библиотекари») — японский роман, автором которого является Исио Ямагата, а иллюстратором — Сигэки Маэсима. Издан в десяти томах издательством Shueisha, выпуск продолжался с 22 сентября 2005 по 22 января 2010 года. Тем же издательством по мотивам романа выпускалась манга Коконоцу Синохары, которая выходила в журнале Ultra Jump Egg с марта 2008 года по октябрь 2009 года. Аниме-адаптация, выпущенная студией David Production, впервые транслировалась в Японии с 2 октября 2009 года по 2 апреля 2010 года. Позже сериал был лицензирован компанией Sentai Filmworks для показа на территории США.

## Сюжет
Действие происходит в мире, который находится под властью бога Банторры, где после смерти человек превращается в книгу, содержащую всю историю его жизни. Такие книги хранятся в библиотеке Банторры, оберегать которую от злоумышленников должны могущественные маги. В частности, наибольшую опасность для библиотеки представляет религиозная секта «Божественной Любви», которая использует своих поклонников как пушечное мясо. По мере развития сюжета виден мир, полный боли и страдания, несправедливости и личных желаний. Даже в таком мире остаются лучики надежды наряду со страшными секретами и заговорами.

## Список персонажей
- Месета Хамюцу (яп. ハミュッツ＝メセタ Хамюццу Мэсэта)

Исполняющая обязанности директора библиотеки Бандорра. Обычно спокойная, но преисполнена жаждой битвы, всегда ищет сильного соперника. В прошлом у неё были отношения с Матталастом. Использует пращу, которая всегда обмотана вокруг её правого запястья в качестве главного оружия. С помощью пращи, во время боя, она метает камни в своих противников на дальние расстояния и с высокой точностью. Может кидать во врага огромные объекты, при этом скорость попадания может достигать скорости звука. Её главная способность — «Сенсорные волокна», которая помогает Хамюцу наблюдать за кем-либо на дальние расстояния в радиусе 50 километров, используя более миллиардов излучаемых волн. Однако Хамюцу питает отвращение к себе и мечтает о любви.
Сэйю: Роми Паку
- Матталаст Баллори (яп. マットアラスト＝バロリー Маттоарасуто Барори:)

Боевой библиотекарь первого класса, один из пяти сильнейших магов. Обычно носит чёрный смокинг и котелок. Обладает простым и дружелюбным характером, и широко известен среди людей, как лгун. Раньше у него были романтические отношения с Хамюцу. Использует пистолеты в качестве основного оружия, также орудует револьвером и анти-танковой винтовкой. Его магическая способность заключается в том, что он может видеть будущее через 2 секунды, что даёт ему большое преимущество в борьбе с противником, предвидя его движения. Один из немногих, кто знает секрет небес и защищает их.
Сэйю: Тору Окава
- Милепоч Финедель (яп. ミレポック＝ファインデル Мирэпокку Фаиндэру)

Боевой библиотекарь третьего класса и инструктор Нолоти. Когда-то служила офицером имперской гвардии, затем была переведена служить в библиотеку. По характеру очень суровая и всегда носит боевой костюм. В качестве оружия использует меч и пистолет. Из-за недостаточного опыта в бою, берёт на себя роль поддержки. Её магическая способность заключается в том, что в независимости от расстояния, она может телепатически общаться с человеком, при условии, что знает его имя и внешний вид. Влюблена в Волкена.
Сэйю: Миюки Савасиро
- Волкен Мачмани (яп. ヴォルケン＝マクマーニ Ворукэн Макума:ни)

Молодой боевой библиотекарь. У него зелёные волосы, носит стандартный костюм боевого библиотекаря. Преисполнен чувством справедливости. В качестве оружия использует острые диски, которыми он может полностью управлять. Его магическая способность заключается в использовании иллюзий, чтобы создать несколько копий самого себя и ввезти противника в заблуждение. Из-за сильного чувства справедливости сомневается в праведности действий Хамюцу.
Сэйю: Юити Накамура
- Нолоти Мальче (яп. ノロティ＝マルチェ Нороти Марутэ)

Учится на боевого библиотекаря. Очень сильна в рукопашном бою. Нолоти очень жизнерадостная, и не желает убивать врагов. Она родилась на острове недалеко империи, и воспитывалась отцом, который был главой посёлка. После смерти отца, её выгнали из деревни. В результате Нолоти стала боевым библиотекарем.
Сэйю: Харука Томацу
- Моккания Флуру (яп. モッカニア＝フルール Мокканиа Фуру:ру)

Один из сильнейших боевых библиотекарей наряду с Хамюцу. Он одинокий мужчина и боится своих способностей. Во время войны между библиотекой Бандорры и империей, он убил множество людей, за что чувствовал себя виноватым и в результате заперся в глубине лабиринта под библиотекой. Может управлять армией муравьёв.
Сэйю: Акира Исида
- Иллея Китти (яп. イレイア＝キティ Ирэйа Кити)

Самая старшая из боевых библиотекарей и самая сильнейшая. Её основная задача заключается в том, чтобы обучать остальных боевых библиотекарей. Сама Иллея Очень добрая, дружелюбная и заслужила доверие и уважение со стороны всех остальных библиотекарей. Обладает огромной силой, что позволяет ей с лёгкостью брать огромные объекты, борется как правило врукопашную. Её магическая способность заключается в том, что она может контролировать время объектов, однако они должны быть в зоне её видимости. Может также полностью останавливать время, но не может сама двигаться, Иллея применяет остановку времени, чтобы оценить ситуацию, чти делает её практически непобедимой в бою.
Сэйю: Акио Такэгути
- Качуа, правитель рая (яп. カチュア＝ビーインハス Катюа Би:инхасу)

Нынешний лидер секты «Божественной Любви», способен преломлять свет, скрывая таким образом своё лицо. Он ведёт борьбу в боевыми библиотекарями, но на самом деле тайно сотрудничает с Хамюцу чтобы сохранить тайну небес.
- Колио Тониес (яп. コリオ＝トニス Корио Тонису)

Не считает себя человеком, один из тех, кому члены секты «Божественной Любви» вживили бомбу, чтобы отправить в библиотеку и убить Хамюцу. Собирает различные фрагменты книги, изображающую трагичную историю о любви молодой девушки по имени Сирон, обладающий способностью видеть будущее.
Сэйю: Мию Ирино

## Манга
|  |  |

|  |  |

|  |  |

## Аниме
| #  | Название                                                                                | Дата выхода |
| -- | --------------------------------------------------------------------------------------- | ----------- |
| 01 | Bombs, Books. and a Sinking Ship (爆弾と本と沈み行く船)                                 | 10/2/2009   |
| 02 | Bombs, a Princess, and a Gray Town (爆弾と姫君と灰色の街)                               | 10/9/2009   |
| 03 | Bombs, Humans, and the God of Death's Disease (爆弾と人間と死の神の病)                  | 10/16/2009  |
| 04 | The Setting Sun, Shiron, and Colio (夕方とシロンとコリオ)                               | 10/23/2009  |
| 05 | A Betrayal, a Cup, and a Meandering Path (裏切りと杯と迷いの小道)                       | 10/30/2009  |
| 06 | Thunder, a Monster, and a Girl's Punch (雷と怪物と殴る少女)                             | 11/06/2009  |
| 07 | A Smile, a Mask, and a Man with a Death Wish (笑顔と仮面と死にたがりの男)               | 11/13/2009  |
| 08 | A Pond, Comrades, and a Seashell (沼と仲間と浜辺の貝殻)                                 | 11/20/2009  |
| 09 | A True Man, a Battlefield and my World (真人と戦場と私の世界)                           | 11/27/2009  |
| 10 | An Eccentric, a Mother, and the Black Ant's Nest (変人と母親と黒蟻の巣)                 | 12/04/2009  |
| 11 | A Weakling, the Labyrinth and Moving the Queen (弱者と迷宮と女王の指し手)               | 12/11/2009  |
| 12 | The Past, Irrationality, and Pipe's Smoke (過去と理不尽とパイプの煙)                    | 12/18/2009  |
| 13 | A Day Off, a Picture Book, and Rusty Hair (休暇と絵本と赤錆の髪)                        | 12/25/2009  |
| 14 | The Setting Sun, a Storyteller, and a Collection of Fables (落日と語りべと幾つかの寓話) | 1/1/2010    |
| 15 | A Girl, a Girl, and the Bed of God (少女と少女と神の寝床)                               | 1/8/2010    |
| 16 | A Banned Book, a Coward, and the Sacred Eyes (禁書と腑抜けと聖浄眼)                     | 1/15/2010   |
| 17 | A Return Home, an Encounter, and Burning Bridges (帰還と出会いと燃えあがる緑)           | 1/22/2010   |
| 18 | A Propeller, Recollection, and the Lead Human (プロペラと追想と鉛の人間)                | 1/29/2010   |
| 19 | A Fool, Empty Space, and a Dancing Puppet (阿呆と虚空と踊る人形)                        | 2/5/2010    |
| 20 | Funeral Bells, a Book, and a Boy with a Death Wish (弔鐘と本と死にたがりの少年)         | 2/12/2010   |
| 21 | Enmity, the Color Blue, and the Rope Princess (憎しみと蒼と荒縄の姫君)                  | 2/19/2010   |
| 22 | The Sky, an Ending, and a Girl`s World (空と結末と彼女の世界)                           | 2/26/2010   |
| 23 | A Jailbreak, a Tool and the Violet Desert (脱獄と道具と砂漠の菫)                        | 3/5/2010    |
| 24 | Truth, Love, and the Second Sealed Library (真実と恋と第二封印書庫)                     | 3/12/2010   |
| 25 | A Story of Silence, Inactivity and Despair (静寂と惰眠と絶望の物語)                     | 3/19/2010   |
| 26 | Redemption, Perplexity and the Book Within a Book (贖罪と惑と本の中の本)                | 3/26/2010   |
| 27 | The Might of the World «Sekai no Chikara» (世界の力)                                    | 4/2/2010    |

## Критика
Представитель сайта Anime News Network отмечает, что чётко видно, как создатели аниме намеревались создать из своего произведения шедевр, и начало действительно получилось впечатляющим, однако, начиная со второй и третий серии, аниме становится просто никаким. В сюжете идёт политическое, религиозное нагромождение, в результате вместо совершенства получился хаос. Несмотря на это, главная героиня получилась интересной, а также кульминация сериала получилась захватывающей.

## Музыка
Музыку к аниме сочинил Ёсихиса Хирано.
Открытие
- Datengoku Sensen (яп. 堕天國宣戦) исполняют: Ali Project
- Seisai no Ripeno (яп. 星彩のRipieno) исполняет: Сасаки Саяка

Концовка
- Light of Dawn исполняет: Annabel
- Dominant Space исполняет: Айра Юки